# Svensk förening för beteende- och samhällsvetenskaplig idrottsforskning
Svensk förening för Beteende- och samhällsvetenskaplig Idrottsforskning, SVEBI, bildades 1975 som en intresseförening för forskning och utbildning inom idrotten. Föreningens huvudsakliga mål är att verka för goda forskningsmöjligheter inom området samt informera om aktuell idrottsforskning. Föreningen arrangerar en forskningskonferens kring aktuell idrottsforskning i november varje år. Dessutom ger man ut en årlig forskningsantologi, Aktuell Beteende- och samhällsvetenskaplig Idrottsforskning, samt en medlemsskrift, Idrottsforskaren, med fyra nummer per år.